# Georges II d'Amboise
Georges II d'Amboise (?, 1488-Vigny, 25 de agosto de 1550) fue un prelado francés, arzobispo de Rouen y cardenal.

## Biografía
Georges fue el quinto de los catorce hijos de Jean d'Amboise, que fue señor de Bussy, Bordes y Reynel y consejero y chambelán del rey Luis XI de Francia, y de Catherine de Saint-Belin, que como hija única heredó los señoríos de Choifeul, La Fauche, Vauray, Bleisse, Vignory y Saxefontaine.
Instruido en derecho canónico por Filippo Decio y Jean de Selve y favorecido por su tío Georges d'Amboise, que era arzobispo de Rouen, fue sucesivamente canónigo, tesorero y arcediano de la archidiócesis, y abad comendatario de la abadía de Notre-Dame de Déols.  Tras la muerte del tío, con el favor del rey Luis XII, el cabildo catedralicio le eligió como sucesor en el arzobispado, aunque por no tener la edad canónica requerida fue nombrado administrador con dispensa recogida en una bula confirmada por el papa Julio II en 1511; recibió la consagración episcopal en 1513 y el palio el año siguiente.
A instancias del rey Francisco I, el papa Paulo III le creó cardenal en el consistorio de 1545, con título de Santa Susana.  Como tal participó en el cónclave de 1549-50 en el que fue elegido papa Julio III; poco después optó por el título de SS. Marcelino y Pedro.
Fallecido en 1550 a los 62 años de edad, su cuerpo fue sepultado junto al de su tío en la capilla de la Virgen de la catedral de Rouen, donde todavía puede verse su magnífico monumento fúnebre; su corazón fue enviado a la iglesia del convento de los franciscanos de Pontoise; sus entrañas fueron enterradas en la iglesia de Vigny.

### Notas

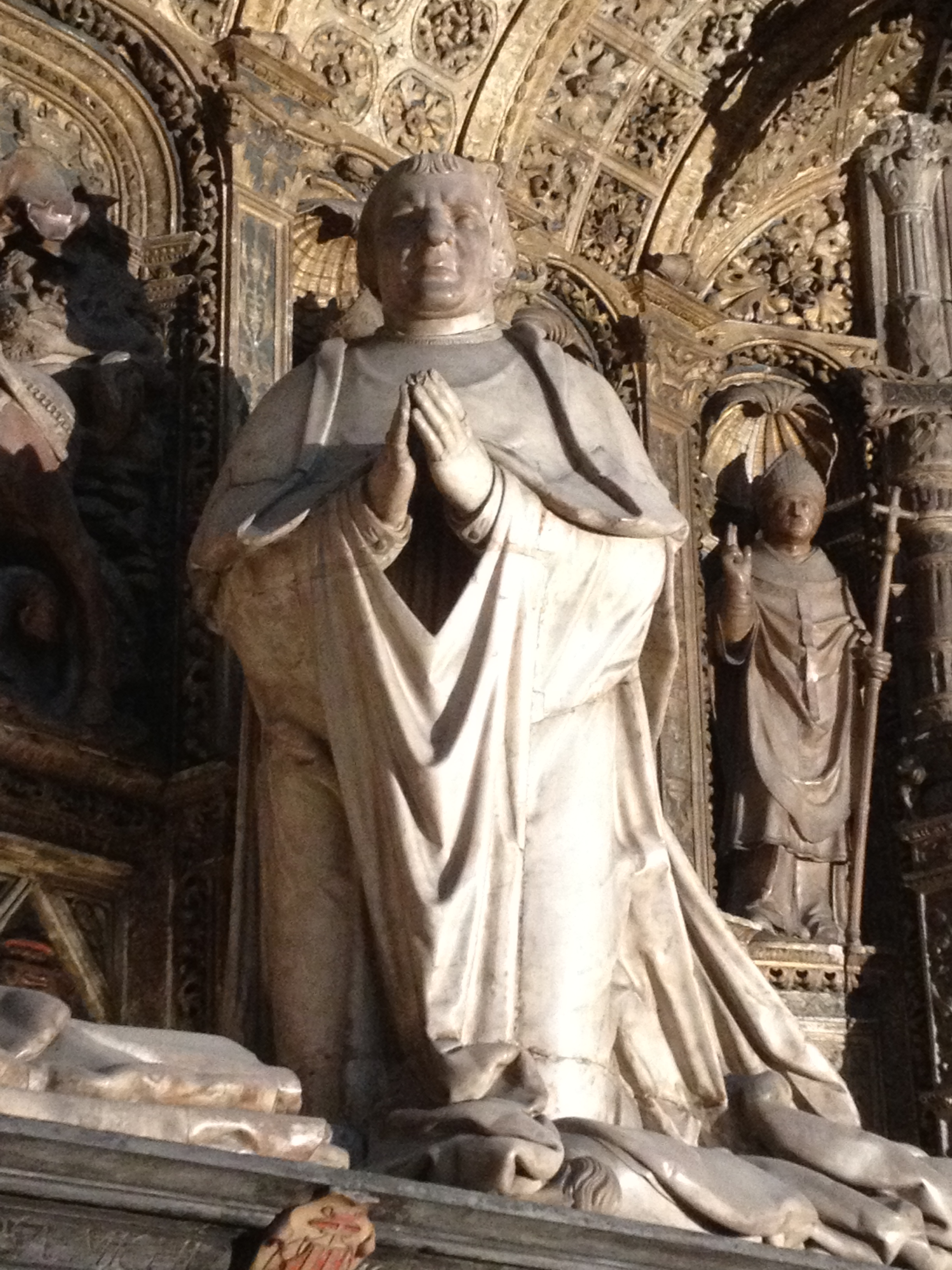
Estatua orante del cardenal en la catedral de Rouen.